# Frullania alstonii
Frullania alstonii là một loài Rêu trong họ Jubulaceae. Loài này được Verd. mô tả khoa học đầu tiên năm 1930.